# Gustav Skřivan

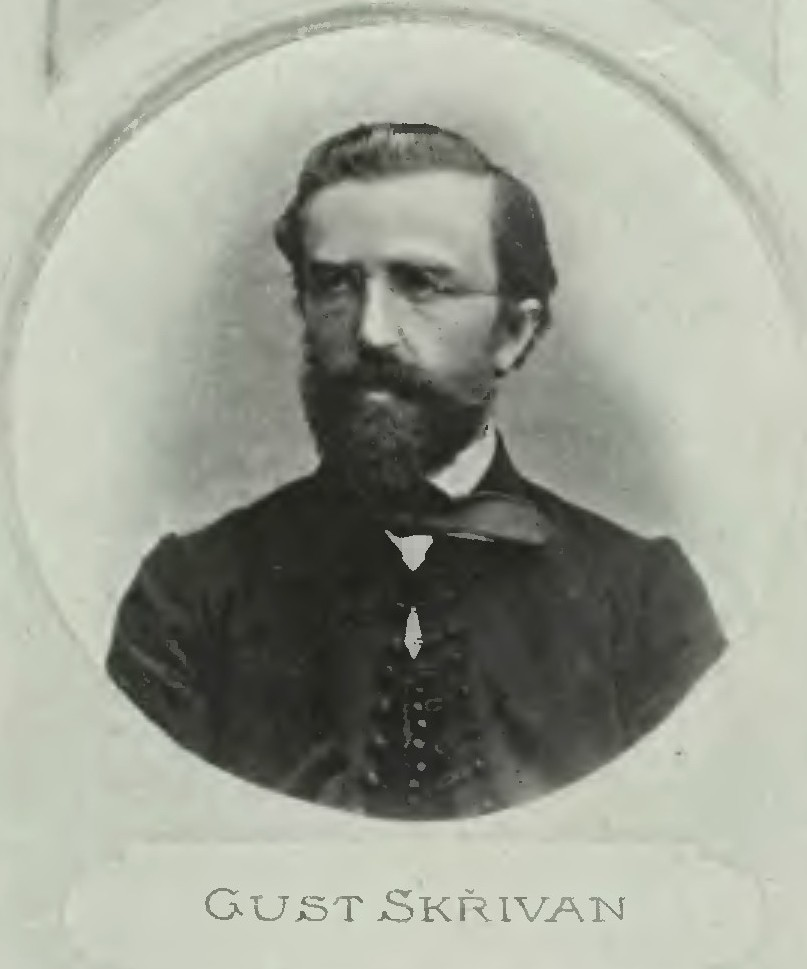
Gustav Skřivan

Gustav Skřivan (* 11. April 1831 in Kreuzberg in Böhmen; † 6. Januar 1866 in Prag) war ein böhmischer Mathematiker.

## Leben
Skřivan war Sohn eines Gerbereibesitzers und Gemeindevorstands in Kreuzberg. Nach Besuch der örtlichen Schule ging er zunächst ein Jahr bei seinem Vater in die Lehre, um den elterlichen Betrieb zu übernehmen. Schon während dieser Zeit bemühte er sich um weitere Bildung, um ein Studium aufnehmen zu können. Schließlich gelang es dem Ortspfarrer den Vater vom Studium seines Sohnes zu überzeugen. Nach bestandener Aufnahmeprüfung besuchte er ab 1850 das Polytechnische Institut Prag, dann bis 1854 das Polytechnikum Wien. Daneben hörte er Vorlesungen an der Wiener Universität.
Skřivan bestand 1954 die Staatsprüfung. Zunächst wurde er Hilfslehrer in Wien-Wieden, dann im Jänner 1855 Lehrer einer Privatschule. Als 1858 von der Regierung eine neue höhere Realschule errichtet wurde, erhielt er die Aufgabe einen Organisationsentwurf für diese auszuarbeiten. Noch 1858 erhielt er die Stellung als Direktor der Ober-Realschule Wien. Die administrativen Aufgaben nahmen ihn so in Beschlag, dass er sich nach Professuren umschaute, um sich weiter der Mathematik zu widmen. Ein Angebot aus Písek lehnte er allerdings zunächst ab.
Skřivan erhielt im Februar 1863 eine ordentliche Professur der gesamten reinen Mathematik am Polytechnischen Institut in Prag, außerdem wurde er 1864 Fachvorstand für Wasser- und Straßenbau. Er galt als ausgezeichneter Lehrer und war maßgeblich an der Reorganisation des Prager Instituts beteiligt. Dazu zählte auch die Einrichtung einer Prüfungskommission für Lehramtskandidaten. Diese nahm allerdings ihre Tätigkeit erst nach seinem Tod auf. Er starb, nachdem er schon zuvor gesundheitliche Schwierigkeiten hatte, an der Tuberkulose im Amt. 
Skřivan war Mitglied mehrerer gelehrter Gesellschaften. 1863 wurde er zum außerordentlichen Mitglied der Königlichen böhmischen Gesellschaft der Wissenschaften.

## Werke (Auswahl)
- Grundlehren der Zahlen-Theorie, Braumüller, Wien 1862.
- K theorii řad bezkonečných, Wien 1862.
- Přednášky o algebraické analysi, Gregr, Prag 1864.
- Základové analytické geometrie v rovině, Calve, Prag 1864.